# Wójcin (województwo zachodniopomorskie)
Wójcin (niem. Waitendorf) – osada w Polsce położona w województwie zachodniopomorskim, w powiecie pyrzyckim, w gminie Warnice.
W latach 1975–1998 miejscowość należała administracyjnie do województwa szczecińskiego.
Wieś Wójcin powstała w XVI w. Początkowo funkcjonowała jako folwark Barnim "G", którego właścicielem była rodzina von Billerbeck. W roku 1819 związku z separacją gruntów folwark oddzielono, nadając mu nazwę Thiedensfelde (od nazwiska ówczesnego właściciela Georga Thiede). W tym samym roku wybudowano dwór i towarzyszące mu zabudowania gospodarskie. W 1852 r. pożar strawił cały folwark. W tymże roku nowy właściciel (Herman v.Boltenstern) podjął się natychmiast odbudowy dworu w stylu nowoczesnej willi, przekomponowano park oraz przebudowano zespół budynków folwarcznych. W roku 1863 majątek otrzymał nazwę Waitendorf, która obowiązywała do roku 1945. 